# گمینا جادکوویتسه
گمینا جادکوویتسه (به لهستانی:  Gmina Dziadkowice) یک گمینا در لهستان است که در شهرستان شمیاتچه واقع شده‌است. گمینا جادکوویتسه ۱۱۵٫۷۱ کیلومتر مربع مساحت و ۳٬۰۵۸ نفر جمعیت دارد.